# Personalunion
Unter Personalunion versteht man die Ausübung verschiedener nicht miteinander verbundener Ämter oder Funktionen durch dieselbe Person, nicht jedoch das von dieser Person etwaig beherrschte Gesamtgebiet. Eine Personalunion entsteht aus in der Person liegenden Gründen (etwa weil sie in getrennten Wahlen für beide Ämter gewählt wurde oder durch Erbfall).
Von der Personalunion abzugrenzen sind die Realunion und der Doppelhut, bei denen die Ämter und Funktionen selbst miteinander zwingend verbunden sind, mithin der Amtsträger notwendig derselbe ist.

## Verbindung von Staaten
In der allgemeinen Staatslehre wird als Personalunion die Verbindung von selbständigen Staaten durch ein gemeinsames Staatsoberhaupt bezeichnet. Die Regierung mehrerer Länder in Personalunion spielte vor allem in der Feudalzeit eine große Rolle. Bis weit ins 18. und 19. Jahrhundert hinein gab es in der Regel keinen einheitlichen Staat, sondern ein Monarch regierte über Ländereien und damit auch eine Mehr- oder Vielzahl von Staaten mit jeweils eigener Verfassung, Regierungssystemen und ständischen Partizipationsrechten. Eine Personalunion entstand, indem nach den Thronfolgeregelungen verschiedener Monarchien der Thron an dieselbe Person fiel oder im Falle von Wahlmonarchien das jeweilige Wahlgremium den Monarchen eines anderen Staates zum Oberhaupt kürte. Sie endete, wenn die Thronfolge wieder auf zwei verschiedene Personen fiel.
Die moderne Staatsbildung seit dem 18. Jahrhundert setzte auf Vereinheitlichung dieser Vielfalt. Doch auch dann gab es verschiedentlich weiterhin Personalunionen. Die davon betroffenen modernen Staaten hatten zwar denselben Herrscher, wurden aber ebenfalls nach verschiedenen Gesetzen geführt und blieben rechtlich getrennt. Der moderne Trend zur Staatsvereinheitlichung verband sich jedoch seit dem 19. Jahrhundert mit dem des Nationalismus, und im Zuge der damals vorherrschenden Nationalstaatsbildung zerfielen entweder die noch bestehenden Personalunionen oder sie wurden zu einer Realunion verfestigt. Bei letzterer besteht die Verbindung nicht nur in der Person des Staatsoberhaupts, sondern darüber hinaus in weiteren gemeinsamen Institutionen (Staatsorgane und Verwaltungseinrichtungen). Die Verbindung ist also intensiver und stärker verrechtlicht, allerdings ohne dass es ein den verbundenen Staaten übergeordnetes Rechtssubjekt (wie beim Bundesstaat) gäbe.
Der Souveränitätsvorstellung moderner Nationalstaaten und demokratischen Prinzipien ist das Konzept der Personalunion fremd, weshalb sie – wenngleich theoretisch denkbar – in der Praxis von Republiken nicht vorkommt. (Historische Ausnahmen waren die englisch-niederländische Personalunion unter Wilhelm III. von Oranien von 1689 bis 1702 oder Simón Bolívar, der als Präsident von Großkolumbien von 1824 bis 1827 auch Herrscher über Peru und 1825 auch über Bolivien war, die Niederländisch-Indonesische Union von 1949 bis 1954 sowie die 1940 und 1956 geplante Französisch-britische Union unter der britischen Krone.)
Beispiele für Personalunionen von Staaten:
- Personalunion zwischen dem Heiligen Römischen Reich und dem Königreich Sizilien von 1194 bis 1197 sowie 1212 bis 1254.
- Personalunion zwischen den Königreichen Ungarn und Kroatien von 1102 bis 1918 (siehe Kroatien im Staatsverband mit Ungarn).
- Personalunion zwischen Norwegen und Schweden (1319–1355) unter Magnus II.
- Personalunion zwischen Ungarn und Polen (1370–1382) unter dem Anjou Ludwig I.
- Polnisch-Litauische Personalunion ab 1386 (ab 1569 erstarkt zur Realunion durch Bildung der polnisch-litauischen Adelsrepublik).
- Kalmarer Union zwischen Dänemark, Norwegen und Schweden (1389–1521).
- Personalunion zwischen Ungarn und dem Kurfürstentum Brandenburg (1411–1415) bzw. zwischen Ungarn und Böhmen (1419–1437) unter dem römisch-deutschen Kaiser Sigismund
- Personalunion zwischen Ungarn und Polen (1440–1444) unter Władysław III.
- Personalunion zwischen Ungarn und Böhmen (1490–1526) unter den Jagiellonen Vladislav II. und König Ludwig II.
- Personalunion zwischen Spanien und dem Heiligen Römischen Reich unter Karl V., 1519–1556.[1][4]
- Personalunion zwischen Frankreich und dem Herzogtum Bretagne (1514–1532).
- Iberische Union zwischen Spanien und Portugal (1580–1640).
- Personalunion zwischen Frankreich und dem Königreich Navarra (1589–1620).
- Personalunion zwischen Schweden und Polen-Litauen (1594–1599) unter Sigismund III. Wasa.
- Personalunion zwischen England und Schottland von 1603 bis 1707 (anschließend erstarkt zur Realunion[1] Königreich Großbritannien durch Act of Union 1707).
- Ähnliche Personalunion zwischen England (bzw. ab 1707 Großbritannien) und Irland bereits seit dem Mittelalter, zuletzt militärisch erzwungen um 1690 und um 1740 bis zum Act of Union 1800.
- Personalunion zwischen Großbritannien und Hannover von Georg I. bis Wilhelm IV. (1714–1837).[1][4] Durch unterschiedliche Nachfolgeregelungen in Hannover und Großbritannien (weibliche Thronfolge oder nicht) wurde die Personalunion 1837 gelöst.
- Personalunion des Kurfürstentums Brandenburg und des Herzogtums Preußen 1618 zu Brandenburg-Preußen, das Herzogtum blieb allerdings bis 1657/1660 Lehen der polnischen Krone.
- Personalunion zwischen Sachsen und der Ober- und Niederlausitz von 1635 bis 1813. Beide Markgrafschaften waren den sächsischen Kurfürsten 1635 als erbliches Mannlehen der böhmischen Krone übertragen worden. (Siehe Erbländischer Taler / Münzgeschichte und Traditionsrezess.)
- Sachsen-Polen unter August dem Starken und August III. 1697–1763[1][4] (da Polen Wahlmonarchie war, bestand mehrfach Personalunion mit anderen Ländern).
- Die Könige Karl XI. und XII. von Schweden waren zugleich Herzöge von Pfalz-Zweibrücken (1681–1718).
- Personalunion zwischen Preußen und dem Fürstentum Neuenburg, 1707–1857;[1] zugleich der einzige Kanton der Schweiz, der keine Republik war.
- Die Könige von Dänemark waren von 1773 bis 1864 in Personalunion auch Herzöge von Schleswig und Holstein[1][4] und von 1667 bis 1773 regierende Grafen von Oldenburg.
- Die russischen Kaiser regierten von 1793 bis 1807 die Herrschaft Jever.
- Friedrich August I. war von 1807 bis 1815 zugleich König von Sachsen und Herzog von Warschau (einem Satellitenstaat Napoleons).
- Napoleon war von 1802 bis 1814 zugleich Erster Konsul der Französischen Republik (bis 1804) bzw. Kaiser der Franzosen und Präsident der Italienischen Republik (bis 1805) bzw. König von Italien. Zudem war Napoleon von 1806 bis 1813 Protektor des Rheinbundes und von 1809 bis 1813 Regent des Großherzogtums Berg.
- Der Zar von Russland war ab 1815 auch König von Kongresspolen, bis dieses ab 1832 durch das „Organische Statut“ schrittweise direkt ins russische Zarenreich integriert wurde.
- Personalunion zwischen den Niederlanden und Luxemburg (1815–1890); beendet wegen unterschiedlicher Erbfolgeordnungen. Auf Wilhelm III. folgte in den Niederlanden Wilhelmina, in Luxemburg Adolph aus dem Hause Nassau-Weilburg.
- Personalunion zwischen Preußen und dem Herzogtum Sachsen-Lauenburg (1864–1876); beendet durch die Eingliederung des Herzogtums in den preußischen Gesamtstaat.

Die einzige bis heute bestehende Personalunion zwischen Staaten ist diejenige zwischen den 15 Commonwealth Realms: Vereinigtes Königreich Großbritannien und Nordirland, Antigua und Barbuda, Australien, Bahamas, Belize, Grenada, Jamaika, Kanada, Neuseeland, Papua-Neuguinea, Salomonen, St. Kitts und Nevis, St. Lucia, St. Vincent und die Grenadinen und Tuvalu. Der König bzw. die Königin des Vereinigten Königreichs von Großbritannien und Nordirland und der 14 weiteren Commonwealth Realms ist zugleich Oberhaupt des Commonwealth of Nations, obwohl die meisten der 53 Mitgliedstaaten ein eigenes Staatsoberhaupt haben, viele sogar Republiken sind. Faktisch jedoch ist der König bzw. die Königin auch in jenen Commonwealth-Staaten, die formal noch Monarchien sind, nicht mehr Staatsoberhaupt; seine/ihre protokollarischen Aufgaben werden vom jeweiligen Generalgouverneur wahrgenommen.
Personalunionen im Heiligen Römischen Reich
Im Heiligen Römischen Reich war die Personalunion die Regel, wenn ein Reichsstand die Herrschaft über mehrere Territorien ausübte. Die Vereinigung der Territorien war im Allgemeinen schon wegen des damit verbundenen Stimmrechtsverlustes auf dem Reichstag nicht erwünscht. Im Zuge der Herausbildung von Territorialstaaten nach dem Ende des Dreißigjährigen Krieges wurden reichsrechtlich nur in Personalunion verbundene Territorien zunehmend als einheitliche Staatsgebilde behandelt. Erst nach dem Ende des alten Reiches setzte sich die rechtliche Vereinigung erworbener Territorien mit den alten Ländern durch.

## Vereinigung von Ämtern
Eine Personalunion kann auch die Vereinigung von Ämtern bzw. Leitungsfunktionen in einer Hand bzw. in einer Person sein. Personalunionen im Sinne dieser Definition waren und sind demnach auch die Vereinigung der Ämter des Partei- und Staatschefs bzw. des Partei- und Regierungschefs. Erstere kamen beispielsweise in autoritären Ostblockstaaten oder Nahoststaaten mit Einparteiensystemen vor, letztere auch in westlichen Demokratien, wohingegen das Staatsoberhaupt in westlichen Demokratien oftmals verfassungsgemäß seine Parteimitgliedschaft ruhen lassen muss. Beispielsweise waren fast in den gesamten (ersten) 70 Jahren der Existenz der Bundesrepublik Deutschland das Amt des Bundeskanzlers und das des Parteichefs der (größten) Regierungspartei in einer Person vereint, nur von Mai 1974 bis Oktober 1982 und von September 1998 bis März 1999 nicht sowie seit Dezember 2018 nicht mehr. Verbreitet ist auch die Einheit von Amt und Mandat, wenn beispielsweise ein Minister als Vertreter der Exekutive gleichzeitig ein Mandat als Abgeordneter der Legislative behält. Dem entgegen steht die politische Konzeption einer Trennung von Amt und Mandat.
Weitere Beispiele:
- Der spanische Regierungschef Leopoldo O’Donnell war 1858–1863 zugleich Kriegsminister und zudem auch noch Kolonialminister (Überseeminister); seine Regierung führte in Übersee mehrere Kriege zur Restauration des spanischen Kolonialreiches.
- Der Bundeskanzler des Norddeutschen Bundes (1867–71) und der Reichskanzler des Deutschen Kaiserreichs (1871–1918) bekleidete (bis auf kurze Ausnahmen 1873 und 1892–94) auch das Amt des preußischen Ministerpräsidenten.
- Der Großherzog Friedrich Franz IV. von Mecklenburg-Schwerin war von Februar bis November 1918 auch Verweser des Großherzogtums Mecklenburg-Strelitz.
- Der französische Premierminister Raymond Poincaré war 1912–1913 und 1922–1924 gleichzeitig Außenminister, ebenso der deutsche Bundeskanzler Konrad Adenauer 1949–1955.
- Der persische Armeechef Reza Pahlavi übernahm nach einem Putsch 1921 neben dem Kriegsministerium auch gleich noch das für die Finanzierung seiner Armee nötige Finanzministerium, ehe er 1924 selbst Premierminister bzw. 1925 Schah wurde.
- Von 1955 bis 1990 waren die Innenminister der DDR in Personalunion auch Chef der Deutschen Volkspolizei.
- Der irakische General Abd al-Karim Qasim war von 1958 bis 1963 nicht nur Premierminister, sondern gleichzeitig auch Verteidigungsminister und Vorsitzender des Revolutionären Kommandorats, der auch das kollektive Staatsoberhaupt bestimmte.
- Seit den 1960er Jahren liegt der Vorsitz der Rundfunkkommission der Länder bei dem Ministerpräsidenten von Rheinland-Pfalz. Der Ministerpräsident von Rheinland-Pfalz ist zudem Vorsitzender des ZDF-Verwaltungsrates.
- Ein Minister („Superminister“) steht mehreren Ministerien vor: Der Regierende Bürgermeister von Berlin ist seit 1996 gleichzeitig Kultursenator; in den 1970er Jahren wurden die (getrennten) bundesdeutschen Ministerien für Fernmeldewesen und Verkehr mehrfach durch einen gemeinsamen Minister geleitet.
- Der spätere französische Präsident Valéry Giscard d’Estaing war 1962–1966 und 1969–1974 „Superminister“ sowohl für Finanzen als auch für Wirtschaft. Auch Dominique Strauss-Kahn vereinte 1997–1999 beide Ämter. Nicolas Sarkozy leitete 2004–2005 neben dem Finanz- und dem Wirtschaftsressort auch noch das Innenministerium.
- Nach römisch-katholischem Kirchenrecht können zwei Teilkirchen von einem gemeinsamen Ordinarius geleitet werden, siehe Personalunion (CIC).

## Wirtschaft
Eine weitergehende Definition sieht eine Personalunion allgemein als Kombination von „Beschäftigungen, Aufgaben, Zuständigkeiten und Diensten in einer Person“. Der marxistisch-leninistischen Theorie des staatsmonopolistischen Kapitalismus zufolge können auch „personelle Verflechtungen zwischen Führungskräften der Finanzoligarchie und Spitzen des Staates“ Personalunionen sein, wenn „führende Monopolisten oder deren Vertreter wichtige Staatspositionen einnehmen und umgekehrt“, was eine besondere Form des Lobbyismus darstellt. Beispielsweise war der rumänische Premierminister Vintilă Brătianu 1927–1928 gleichzeitig auch Finanzminister, während seine Familie Hauptaktionär der Rumänischen Nationalbank war, für deren Kontrolle das Finanzministerium zuständig war.
Weitere Beispiele:
- Bei Klein- und Mittelbetrieben, welche die Aktiengesellschaft als Rechtsform gewählt haben, besteht häufig eine Personalunion zwischen Aktionärkreis, Verwaltungsrat und Management.
- Aufsichtsräte eines Unternehmens können zusätzlich gleichzeitig auch Aufsichtsräte anderer Unternehmen sein.